# モーリシャスチョウゲンボウ
モーリシャスチョウゲンボウ（Falco punctatus）は、ハヤブサ目ハヤブサ科ハヤブサ属に分類される鳥類。

## 分布
モーリシャス（モーリシャス島）固有種

## 形態
全長20-26cm。体重オス178g、メス231g。上面は赤褐色の羽毛で覆われ、黒い斑紋が入る。下面は白く、黒い横縞が入る。
幼鳥は下面が灰褐色の羽毛で覆われ、頸部から胸部にかけて黒い縦縞が入る。また下面に入る横縞が細かい。

## 生態
常緑広葉樹林に生息する。停空飛行を行うこともある。
食性は動物食で、主に爬虫類を食べるが鳥類、小型哺乳類、昆虫類なども食べる。主に木の枝などから地表や樹上にいる獲物をめがけて飛翔し捕食するが、昆虫類は飛翔しながら捕えることもある。
繁殖形態は卵生。8-11月に断崖や岩棚に、1回に3個の卵を産む。抱卵期間は約30日。

## 人間との関係
近年は巣箱も利用する。
開発による生息地の破壊、人為的に移入された動物（カニクイザル、クマネズミ、ネコ、マングースなど）による卵や雛の捕食や競合などにより生息数は激減した。飼育下での繁殖および飼育下繁殖個体の再導入、巣箱の設置、外敵の駆除などの対策が行われている。1974年における生息数は4羽（飼育個体を含めても6羽）だったが、1994年における生息数は229-286羽、1998年における生息数は540羽まで増加した。